# Liste der Bodendenkmäler in Jüchen
Die Liste der Bodendenkmäler in Jüchen enthält die denkmalgeschützten unterirdischen baulichen Anlagen, Reste oberirdischer baulicher Anlagen, Zeugnisse tierischen und pflanzlichen Lebens und paläontologischen Reste auf dem Gebiet der Stadt Jüchen im Rhein-Kreis Neuss in Nordrhein-Westfalen (Stand: Dezember 2019). Diese Bodendenkmäler sind in Teil B der Denkmalliste der Stadt Jüchen eingetragen; Grundlage für die Aufnahme ist das Denkmalschutzgesetz Nordrhein-Westfalen (DSchG NRW).
| Bild | Bezeichnung                                             | Lage                    | Beschreibung | Bauzeit | Eingetragen seit | Denkmal- nummer |
| ---- | ------------------------------------------------------- | ----------------------- | ------------ | ------- | ---------------- | --------------- |
|      | Wasserburg Schloss Dyck                                 |                         |              |         |                  | 2               |
|      | Wasserburg Haus Neuenhoven                              |                         |              |         |                  | 3               |
|      | Grabenanlage Haus Stessen                               |                         |              |         |                  | 4               |
|      | Niederungsburg (Motte) Flaßrath                         |                         |              |         |                  | 5               |
|      | Haus Bontenbroich                                       |                         |              |         |                  | 6               |
|      | Becherhof bei Aldenhoven                                |                         |              |         |                  | 13              |
|      | eisenzeitliche Siedlung, röm. Villa rustica             | nördlich Hochneukirch   |              |         |                  | 14              |
|      | mittelalterliche Siedlung                               | nördlich von Hackhausen |              |         |                  | 16              |
|      | Hofanlage „Quackshof“ zwischen Kamphausen und Schaan    |                         |              |         |                  | 17              |
|      | römische Siedlungsstelle, Villa rustica (Villa Jucunda) | westlich von Jüchen     |              |         |                  | 18              |

## Ehemalige Bodendenkmäler
| Bild | Bezeichnung                                                                   | Lage | Beschreibung | Bauzeit | Eingetragen seit | Denkmal- nummer |
| ---- | ----------------------------------------------------------------------------- | ---- | ------------ | ------- | ---------------- | --------------- |
|      | ehemals: Bandkeramischer Oberflächenfundplatz bei Stolzenberg (heute Tagebau) |      |              |         |                  | 1               |
|      | ehemals: Kapitelshof Otzenrath (heute Tagebau)                                |      |              |         |                  | 7               |
|      | ehemals: Evgl. Pfarrkirche Otzenrath (heute Tagebau)                          |      |              |         |                  | 8               |
|      | ehemals: Kath. Pfarrkirche Otzenrath (heute Tagebau)                          |      |              |         |                  | 9               |
|      | ehemals: Spenrather Mühle (heute Tagebau)                                     |      |              |         |                  | 10              |
|      | ehemals: Schlaunshof Holz (heute Tagebau)                                     |      |              |         |                  | 11              |
|      | ehemals: Kapelle Holz (heute Tagebau)                                         |      |              |         |                  | 12              |
|      | ehemals: Siedlungsplatz aus der Römerzeit bei Holz (heute Tagebau)            |      |              |         |                  | 15              |